# Rachel Mwanzaová
Rachel Mwanzaová (* 1997 Mbuji-Mayi) je herečka z Demokratické republiky Kongo.
Pochází z provincie Kasai, v dětství se s rodinou přestěhovala do Kinshasy. Po rozvodu rodičů a odchodu matky za prací do Angoly zůstala Rachel se sourozenci v péči babičky, pro nedostatek financí nemohla chodit do školy. Po obvinění z čarodějnictví byla vyhnána z domu a žila čtyři roky mezi bezprizornými dětmi zvanými chégué.
Jako herečku ji objevil belgický režisér Marc-Henri Wajnberg, který ji obsadil do filmu Děti z Kinšasy. Mezinárodní úspěch jí přinesla hlavní role Komony v kanadském válečném dramatu Malá čarodějka (Rebelle, 2012), režírovaném Kimem Nguyenem a nominovaném na Oscara za nejlepší cizojazyčný film. Získala Stříbrného medvěda na Berlínském mezinárodním filmovém festivalu, cenu za nejlepší ženský herecký výkon roku obdržela také na Tribeca Film Festivalu, Canadian Screen Awards a Gala Québec Cinéma. V roce 2018 natočila další film Troisièmes noces.
Vydala autobiografickou knihu Survivre pour voir ce jour a přednášela o svých životních osudech na pařížské konferenci TED.